# Europaparlamentets utskott för industrifrågor, forskning och energi

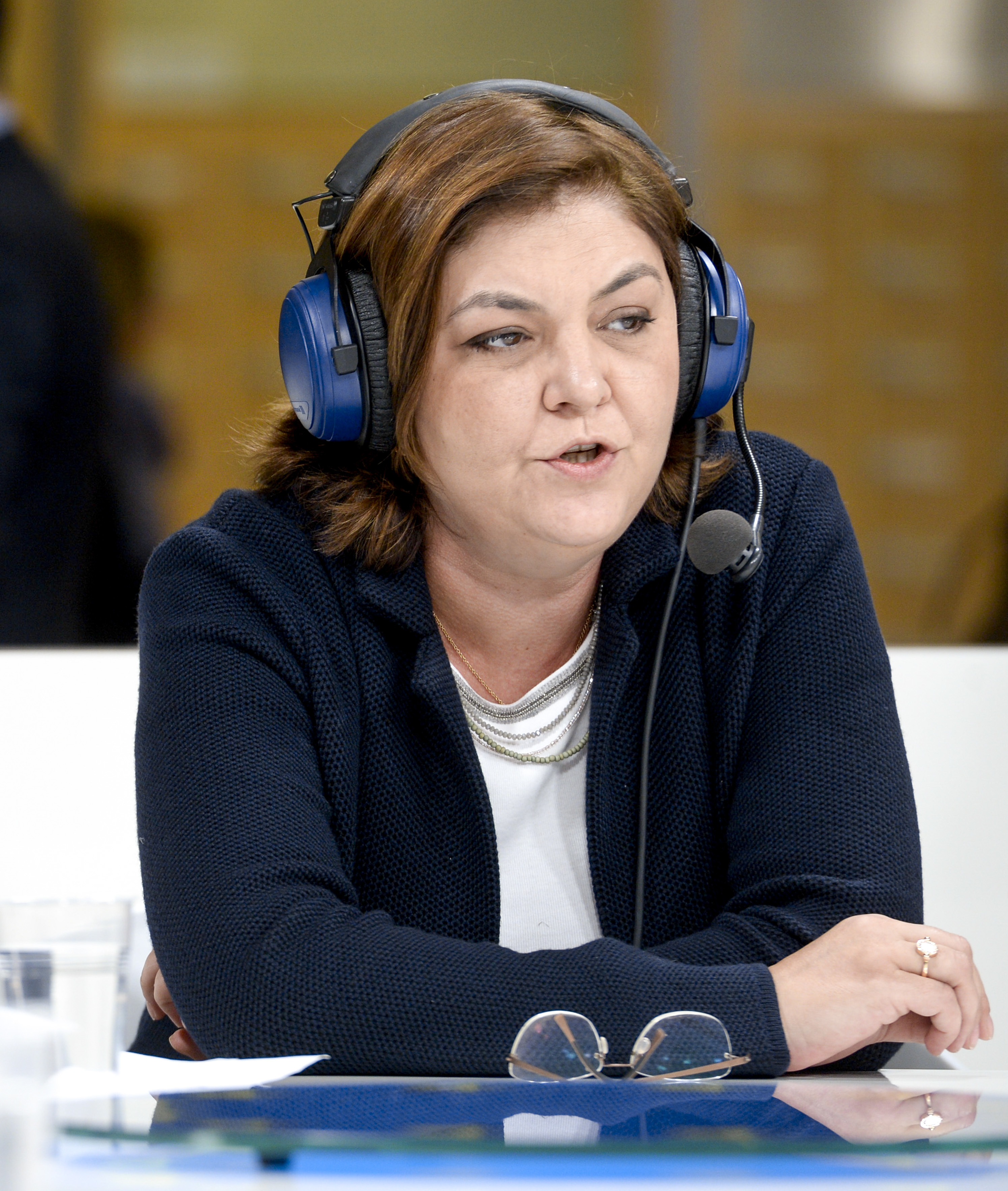
Adina-Ioana Vălean, ordförande i utskottet

Europaparlamentets utskott för industrifrågor, forskning och energi (engelska: European Parliament Committee on Industry, Research and Energy, ITRE) är ett av Europaparlamentets 20 ständiga utskott. Det är ett av parlamentets största med 122 utskottsmedlemmar och ersättare, och mer än 60 röstberättigade medlemmar totalt. Utskottets ansvarsområde är energifrågor, forskningsfrågor och allmänt sådana frågor som rör industrireglering. Utskottet har haft en roll i utformningen av unionens telekommunikationslagstiftning och den lagstiftning som rör nya, framväxande industrier.
Utskottet är ett av parlamentets äldsta utskott och har varit verksamt åtminstone sedan parlamentets andra mandatperiod (1984–1989). Tidigare innefattade utskottets ansvarsområden även transportområdet, men dessa har sedermera lagts över på utskottet för transport och turism (TRAN).
Ordförande är Adina-Ioana Vălean (EPP) från Rumänien. Två  ordinarie ledamöter från Sverige sitter i utskottet, Sara Skyttedal (KD) och Jessica Stegrud (SD). Som suppleanter sitter Tomas Tobé (M) och Heléne Fritzon (S).